# حوزه انتخابیه چهل‌ونهم کالیفرنیا
حوزه انتخابیه چهل‌ونهم کالیفرنیا یک حوزه انتخابیه مجلس نمایندگان آمریکا است که در ایالت کالیفرنیا قرار دارد.